# Hubert Mittendorf
Hubert Paul Mittendorf (* 28. März 1934; † 11. Januar 1983), auch Hubert P. Mittendorf, war ein deutscher Schauspieler, Musicaldarsteller und Hörspielsprecher. 

## Leben und Karriere
Hubert Mittendorf begann seine Schauspielkarriere in der Nachkriegszeit. Engagements führten Hubert Mittendorf u. a. an die Bühnen von Bern, Berlin, Rostock, Hamburg und Göttingen. In den 60er Jahren war er unter anderem in der Rolle des Phylax in einer Inszenierung von Friedrich Dürrenmatts Komödie Romulus der Große am Rostocker Volkstheater und des Edek in Sławomir Mrożeks Theaterstück Tango im Berner Stadttheater zu sehen. In der Spielzeit 1966/67 war er unter der Intendanz von Günther Fleckenstein am Deutschen Theater Göttingen engagiert. Ab 1967 sang und spielte er, neben Musicalstar Vera Tschechowa (als Lilian Holliday) und Dietmar Schönherr (als Bill Cracker), den Sam Worlitzer (Bariton) in Bertolt Brechts und Kurt Weills Songspiel Happy End, das nach Proben und einem Gastspiel am Theater an der Wien auf Tournee ging.
Hubert Mittendorf, aufgrund seiner Größe und seiner Statur häufig auf Schläger, Gangster oder Barmänner besetzt, war in den 60er Jahren, neben seiner Theatertätigkeit, auch in Fernsehserien zu sehen. Es folgten Auftritte in internationalen Spielfilmen. So war Mittendorf bereits 1959 in Alvin Rakoffs Rhapsodie in Blei und als Schausteller 1973 im Terence-Hill-Film Mein Name ist Nobody zu sehen. 1977 spielte er im Ingmar-Bergman-Film Das Schlangenei.
Anfang der 80er Jahre war Mittendorf am Ernst-Deutsch-Theater engagiert und war als Hörspielsprecher aktiv. Er war so in Mundarthörspielen, wie in Heinz von der Walls De Stadtrat un de Stadtsuldat als Bürgermeister (1981, Regie: Walter Bäumer), in der plattdeutschen Umsetzung von Dietrich Kaysers De Staat is lecker als Kleiber (1982, Regie: Jochen Schütt) oder in Wolfgang Siegs Troerspeel als Klaus (1981, Regie: Walter Bäumer) zu hören. Hubert Mittendorf war als Hörspielsprecher auch in Hörspielreihen des Labels Europa zu hören, so in zwei Folgen von Die drei ???, als Hauswirt in Der Doppelgänger und als Mr. Yamura in Das Riff der Haie und in einer Folge von Ein Fall für TKKG, als Edwin Funke in Die Doppelgängerin, alle 1982 unter der Regie von Heikedine Körting.
Mittendorf starb 1983, im Alter von 48 Jahren. Todesursache war vermutlich ein Herzinfarkt.  
Hubert Mittendorf lebte zuletzt im schleswig-holsteinischen Neumünster, wo er auf dem Friedhof Neumünster-Gadeland begraben wurde.